# Foura Chagnoula
Die Foura Chagnoula (ladinisch für Teigloch) ist eine Höhle in Ardez im Schweizerischen Unterengadin.

## Lage
Die Foura Chagnoula liegt auf 1475 m ü. M. gut 800 m östlich vom Dorfzentrum von Ardez in zerklüftetem, bewaldetem Gebiet. Ein etwa 3 Meter grosses Loch führt senkrecht in die 28,2 m tiefe Höhle. Das Loch liegt etwa 50 m oberhalb der Rhätischen Bahn und etwa 80 m über der Hauptstrasse 27.

## Nutzung der Höhle
Die Höhle ist seit Jahrhunderten bekannt und wurde als Tierfriedhof genutzt: Verendete Schweine, Ochsen, Kälber, Kühe und Pferde wurden ganz in die Öffnung geworfen. Dank der Höhe der Höhle drang trotz der grossen Masse an toten Tieren praktisch kein Kadavergeruch nach aussen. Die Spitze des Kadaverbergs liegt heute 14,7 Meter unterhalb der Öffnung, der Kadaverberg erreichte somit also etwa die halbe Höhe der Höhle.
Die Höhle entband die Gemeinde über Jahrhunderte von der Bereitstellung eines in der Region sonst vorgeschriebenen Wasenplatzes, an dem Tiere in einer Tiefe von mindestens 1,25 m Tiefe zu verscharren waren.

## Bahnbau 1909–1913
Der Eingang der Höhle liegt horizontal 60 m von der Bahnstrecke Bever–Scuol-Tarasp entfernt. Beim Bau der Bahnlinie ab 1909 bestanden berechtigte Sorgen, dass der geplante, gut 500 m lange Craista-Tunnel unterhalb der Bahnstation von Ardez die Höhle tangieren könnte, zumal man die Ausmasse der Höhle zu diesem Zeitpunkt nicht kannte. Tatsächlich reicht die Höhle allerdings nach heutigem Wissenstand nicht bis auf das Niveau des Tunnels hinunter, und eine Verbindung von Höhle und Tunnel kam nicht zustande.

## Erforschung
Die Höhle wurde Anfang Januar 1965 erstmals durch Mitglieder der Schweizerischen Gesellschaft für Höhlenforschung erforscht und vermessen. Eine grössere Gruppe von Einheimischen erkundete die Höhle im Januar 1986.
Die Höhle ist dem Publikum sonst nicht zugänglich. Die Öffnung ist mit einem mannshohen Zaun gesichert.